# Judith Pardo
Judith Mariana Pardo Pérez (Porvenir, 4 de mayo de 1982) es una bióloga y paleontóloga chilena, conocida por el descubrimiento de fósiles de ictiosaurios en el glaciar Tyndall de Torres del Paine, pertenecientes al período Cretácico.Actualmente se desempeña como profesora asociada a la Universidad de Magallanes, es encargada de la colección de Macropaleontología del Instituto de la Patagonia e investigadora del Centro Internacional Cabo de Hornos (CHIC) y del Centro GAIA Antártica. 

## Formación y estudios
Judith Pardo nació en la ciudad de Porvenir, Región de Magallanes y la Antártica Chilena, donde realizó sus estudios superiores en la Universidad de Magallanes.
Desde pequeña sintió curiosidad por los animales, llegando a coleccionar huesos, con los cuales buscaba recrear el esqueleto de pájaros y animales pequeños. Fue esta pasión la que la llevó a estudiar Biología en la Universidad de Magallanes. Tras tomar cursos de paleontología y geología, decidió que su carrera se dedicaría a estudiar a los animales antiguos que habitaban la Tierra, y comenzó a ser ayudante en el laboratorio de paleontología, limpiando huesos de milodón. Luego de dedicarse a investigar durante un tiempo los fósiles de ictiosaurios de las Torres del Paine, la Dirección de Programas Antárticos de la universidad le ofreció financiar su investigación a cambio de presentar una tesis de pregrado.
Posteriormente, la Universidad de Heidelberg de Alemania le ofreció una beca en esa institución tras ver la exposición de su tesis. Con esta beca pudo especializarse en paleontología de vertebrados por medio de un doctorado. Actualmente se encuentra realizando un postdoctorado en el Museo Estatal de Historia Natural de Stuttgart en Alemania, para especializarse en el inédito estudio de las enfermedades que sufrieron los ictiosaurios durante el período mesozoico.

## Labor científica
Su pasión por los dinosaurios y sus estudios, la han llevado a convertirse en la principal investigadora de lo que es considerado el hallazgo paleontológico más importante de Chile: el descubrimiento de más de 50 fósiles de ictiosaurios, pertenecientes al período Cretácico, en el glaciar Tyndall de Torres del Paine, la mayoría completos y que se encuentran en un gran estado de preservación.
Los ictiosaurios fueron reptiles que vivieron por alrededor de 150 millones de años en el mar. Los primeros aparecieron durante el período Triásico, extinguiéndose posteriormente en el período Cretácico. Al pertenecer a este último período los fósiles encontrados, se espera poder dilucidar los motivos exactos de la extinción de estos animales marinos. Hasta el momento el descubrimiento más impresionante en el área de trabajo de Pardo, ha sido una hembra con cinco crías en trabajo de parto, de las cuales una se encuentra saliendo de la cavidad uterina.
Pardo busca que sus descubrimientos puedan potenciar el atractivo turístico de la región, y que además, se puedan exhibir réplicas de los hallazgos en museos del país, ya que el derretimiento del glaciar permite que aumente la posibilidad de encontrar más restos de ictiosaurios. La relevancia de los fósiles marinos ha impactado tanto a la zona que desde 2013 se le entrega a cada visitante que llega a las Torres del Paine un tríptico que explica el descubrimiento de ictiosaurios en el glaciar Tyndall, su alimentación, anatomía y el trabajo que se hace en el área por parte de los paleontólogos expertos.

## Reconocimientos
Judith Pardo fue elegida una de los 100 líderes jóvenes del año 2010, seleccionados por la Red de líderes jóvenes de la Revista Sábado de El Mercurio y el Departamento de Liderazgo de la Escuela de Negocios de la Universidad Adolfo Ibáñez.